# Estadio Municipal de Veria
El Estadio Municipal de Veria (en griego: Δημοτικό Στάδιο Βέροιας) anteriormente Estadio Nacional Veria es un estadio de fútbol ubicado en la ciudad de Veria, Grecia. Fue construido en 1925 por miembros de la asociación de música y gimnasia Megas Alexandros (GMS) y posee actualmente una capacidad para 7000 personas. El estadio es utilizado por el club de fútbol Veria FC de la Superliga de Grecia. La asistencia récord fue de 10 309 para un juego entre Veria FC y Panathinaikos en 1970. Anteriormente, el estadio también contaba con pista atlética, pero después de las renovaciones en 2005 y 2007, esta se eliminó.
Fue una de las tres sedes del Campeonato Europeo de la UEFA Sub-19 2015.

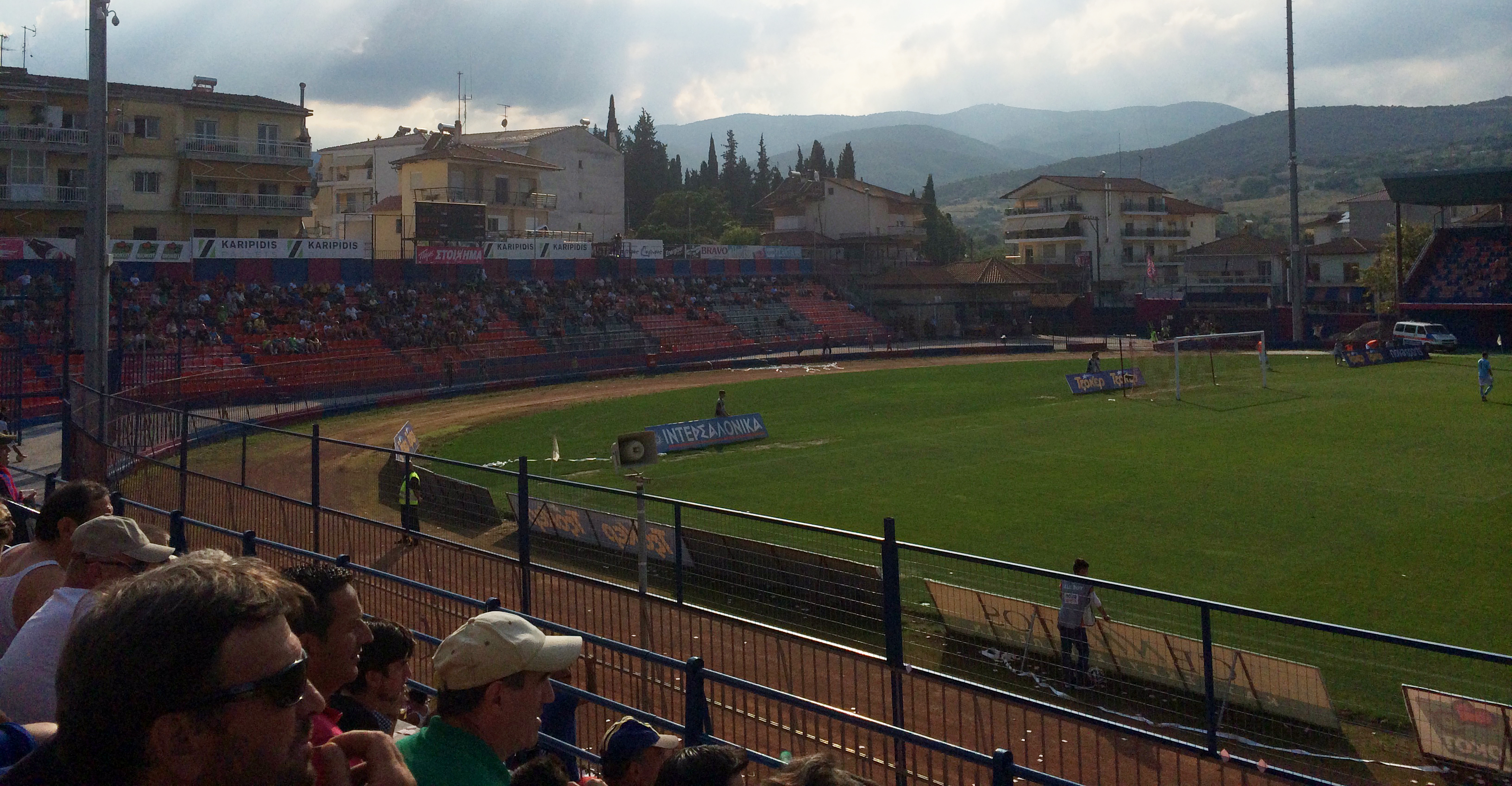
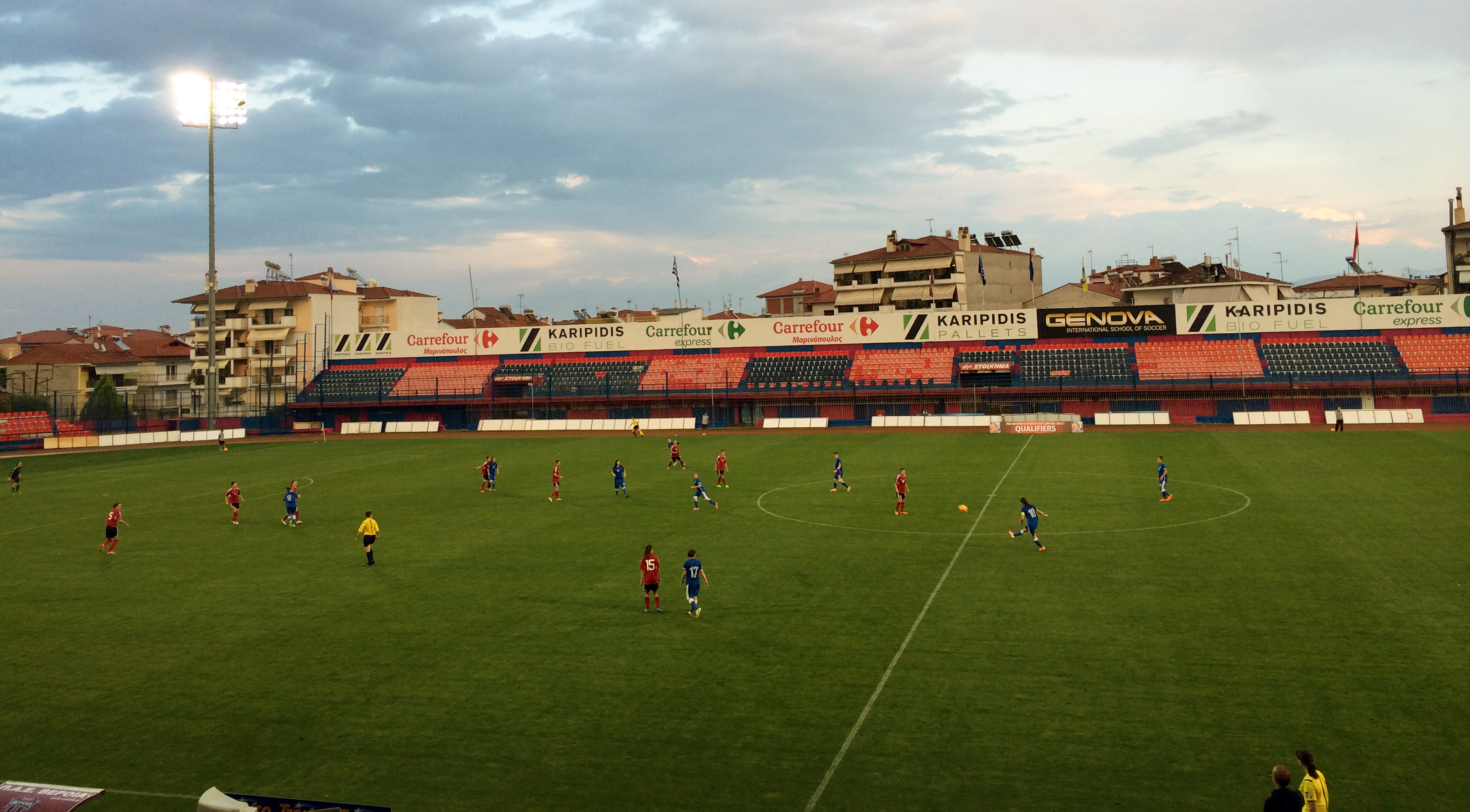